# 小熊萌凛
小熊 萌凛（おぐま もりん）は、日本の子役、タレント。

## 人物
小熊莉々葉は姉。

## 出演

### テレビドラマ
- 闇金ウシジマくん Season3 第3話（2016年、TBS・MBS） - 良子の孫 役
- THE突破ファイル（日本テレビ）
- 半分、青い。 第3・4・7・10回（2018年、NHK）
- バカボンのパパよりバカなパパ 第1話（2018年、NHK） - 女の子 役
- 浦安鉄筋家族（2020年、テレビ東京） - レギュラークラスメイト 役
- テセウスの船（2020年、TBS） - 佐田悦子 役
- 連続テレビ小説 エール（2020年、NHK）- 末吉結〈幼少期〉 役
- レンアイ漫画家（2021年、フジテレビ） - 児童 役
- 二月の勝者-絶対合格の教室- 第3話（2021年、日本テレビ）
- 0.5の男 第2話 - 最終話（2023年、WOWOW） - 福原萌凛 役
- おいしい給食 season3（2023年、テレビ神奈川 他） - 渡辺明菜 役[2]

### CF
- 集英社 みらい文庫
- サランラップ
- 第一三共ヘルスケア「第一三共胃腸薬+」
- エコリカ「キッズステーション」
- 伊藤忠商事「で、未来よし。蓄電池」
- 東京ガス エネファーム「エネパ体操」
- 東進ハイスクール「全国統一テスト」
- 日本住宅「コンパスホーム」

コンパス替え歌・ねこ篇
- NOVARE 家族のはなし 家族の誕生日篇
- 日本マクドナルド「ハッピーりぼーん」
- 日本生命
- アフラック
- 東洋水産「マルちゃん正麺」
- マルエツ
- ミツカン味ぽん「キッチンさっぱり亭」
- ローソン「黄金キチン」
- イトーヨーカドー
- 出光「石油はどこからくるの?」(声のみ)
- UHA味覚糖「コロロ」(声のみ)
- 山崎製パン 子供音楽コンクール(ラジオCM)
- リフレ「薔薇の滴」
- カルピス

### スチール
- 日本公文教育研究会「先生募集」
- マクドナルド
- 日本文化センター

### 雑誌
- リクルート「リクルート SUUMO」
- 学研「Piccolo」

### イベント
- KDDI au未来研究所 KIRIN コラボ「ままデジ」

### 舞台
- 舞台「有頂天団地」女の子(Wキャスト)2018 年 12 月 1~22 日
- 東宝ミュージカルアカデミー 05 期生卒業公演「レ・ミゼラブル」リトルエポニーヌ役 2017 年

### WEB
- TBS「SDGs」SPOTCM ナレーション
- 旭化成ホームプロダクツ「サランラップ」
- バンダイ「くるりんまっきー」
- 高橋書店「手帳大賞」
- ポッカサッポロフード&ビバレッジ「小児がん支援活動」
- ミツカン「ケーキ寿司」
- ローソン「からあげくん」
- CCJC「Toreta!」
- 三菱電機「冷蔵庫」

### WEBドラマ
- 映画「イタズラな Kiss」
- スピンオフドラマ「History of NAOKI~直樹の受難~」めぐみ 役

### 映画
- 大森立嗣監督「星の子」
- ShortFilm「さよならドロシー 〜ひとりぽっちの魔法使い〜」グリ子 役
- 下山天監督「L -エル-」女の子 役
- 松木彩監督「劇場版TOKYO MER〜走る緊急救命室〜」中学生 役[3]

### テレビ番組
- 中居正広の金曜日のスマイルたちへ